# Bubia
Bubia (auch Bobe, Bobea, Bota, Ewota und Wovea) ist eine Bantusprache und wird von circa 600 Menschen in Kamerun gesprochen.
Sie ist im Département Fako in der Provinz Sud-Ouest verbreitet.

## Klassifikation
Bubia ist eine Nordwest-Bantusprache und gehört zur Duala-Gruppe, die als Guthrie-Zone A20 klassifiziert wird.